# Ланковиці
Ланковиці (пол. Łankowice) — село в Польщі, у гміні Кциня Накельського повіту Куявсько-Поморського воєводства.
Населення — 252 особи (2011).
У 1975-1998 роках село належало до Бидгощського воєводства.

## Демографія
Демографічна структура станом на 31 березня 2011 року:
|          | Загалом | Допрацездатний вік | Працездатний вік | Постпрацездатний вік |
| -------- | ------- | ------------------ | ---------------- | -------------------- |
| Чоловіки | 127     | 26                 | 91               | 10                   |
| Жінки    | 125     | 26                 | 78               | 21                   |
| Разом    | 252     | 52                 | 169              | 31                   |